# Тёрнер, Роджер
Роджер Феликс Тёрнер (англ. Roger Felix Turner; 3 марта 1901, Милтон, Массачусетс, США — 29 октября 1993, Уолпол, Массачусетс, США) — американский фигурист, серебряный призёр чемпионатов мира 1930 и 1931 года, семикратный чемпион США (1928—1934 годов) в мужском одиночном катании, серебряный призёр чемпионата США 1936 года в парном катании. Являлся явным фаворитом на домашних Олимпийских играх, однако выступил неудачно.

## Спортивные достижения

### Мужчины
| Соревнования/Сезоны         | 1927 | 1928 | 1929 | 1930 | 1931 | 1932 | 1933 | 1934 | 1935 | 1936 | 1937 |
| --------------------------- | ---- | ---- | ---- | ---- | ---- | ---- | ---- | ---- | ---- | ---- | ---- |
| Зимние Олимпиады            |      | 10   |      |      |      | 6    |      |      |      |      |      |
| Чемпионаты мира             |      | 5    |      | 2    | 2    | 5    |      |      |      |      |      |
| Чемпионаты Северной Америки |      |      | 2    |      |      |      |      |      |      |      | 2    |
| Чемпионаты США              | 2    | 1    | 1    | 1    | 1    | 1    | 1    | 1    | 2    |      |      |

### Пары
(с Polly Blodgett)
| Соревнования/Сезоны | 1936 |
| ------------------- | ---- |
| Чемпионаты США      | 2    |